# Turowo (rejon smoleński)
Turowo (ros. Турово) – wieś (ros. деревня, trb. dieriewnia) w zachodniej Rosji, w osiedlu wiejskim Katynskoje rejonu smoleńskiego w obwodzie smoleńskim.

## Geografia
Miejscowość położona jest nad rzeką Wiazowija (dopływ Dniepru), 3,5 km od drogi federalnej R120 (Orzeł – Briańsk – Smoleńsk – Witebsk), 5 km od drogi magistralnej M1 «Białoruś», 5,5 km od centrum administracyjnego osiedla wiejskiego (Katyń), 28,5 km od Smoleńska.

## Demografia
W 2010 r. miejscowość liczyła sobie 1 mieszkańca.